# Monogenetische pidgintheorie
De monogenetische pidgintheorie is een stelling volgens welke alle Indo-Europese pidgin- en creooltalen zouden zijn ontstaan uit een en dezelfde taalvariëteit. Deze theorie is aan het eind van de 19e eeuw ontworpen door Hugo Schuchart en in de jaren 50 en 60 van de 20e eeuw verder uitgewerkt door Douglas Taylor en R.W. Thompson. 

## Inhoud
De uitgangsgedachte is dat een op het Portugees gebaseerde pidgintaal van de 15e tot de 18e eeuw werd gesproken in Portugese nederzettingen aan de West-Afrikaanse kust. deze taalvariëteit de basis vormde voor alle later ontstane pidgin- en creooltalen met Indo-Europese elementen. Op deze manier zouden zowel het relatief grote aandeel Portugese lexicale eenheden in de woordenschat van veel van deze talen als veel van de grammaticale kenmerken die deze talen delen verklaard kunnen worden. Relexificatie, ofwel het vervangen van de woordenschat van de taal waar de creooltaal oorspronkelijk uit is ontstaan door woorden uit een andere taal waarbij de grammaticale regels van de oorspronkelijke taal gehandhaafd blijven, zou daarnaast een zeer belangrijke rol hebben gespeeld. 
Dat relexificatie inderdaad plaatsvindt blijkt uit onderzoek van onder andere Pieter Muysken naar de structuur van creooltalen zoals het Tok Pisin en Saramaccaans, talen waarvan de woordenschat hoofdzakelijk is gebaseerd op het Engels respectievelijk het Portugees en Engels, terwijl hun grammaticale structuur op die van talen uit heel andere taalfamilies is gebaseerd. Loreto Todd stelde in 1990 dat de Mediterraanse lingua franca in dit verband de "moeder aller pidgin- en creooltalen" was.

## Problemen
De theorie is sterk omstreden, onder andere omdat de verschijnselen relexificatie en syntactische gecompliceerdheid het moeilijk maken zaken als taalverwantschap met genoeg zekerheid vast te stellen.